# Глодоський скарб (премія)
«Глодо́ський скарб» — громадська мистецька премія, заснована лауреатом Національної Шевченківської премії письменником Григорієм Гусейновим. Грошовий еквівалент своєї нагороди він поклав у банк на депозит, а відсотками з нього щороку нагороджує одного з митців — на свій розсуд.
Назва премії пов'язана із подією, що сталася на початку 1960-х в селі Глодоси на Кіровоградщині — школяр у степу під каменем знайшов майже три кілограми стародавнього золота і срібла, що відомо у археології під йменням Глодоський скарб.

## Лауреати Мистецької премії «Глодоський скарб»
2007 рік — бандурист, заслужений артист України Тарас Компаніченко (м. Київ).
2008 рік — поет, Прокуратор Бу-Ба-Бу Віктор Неборак (м. Львів).
2009 рік — мисткиня, поетка Нью-Йоркської групи Емма Андієвська (Мюнхен, Німеччина).
2010 рік — поет, прозаїк, критик, лауреат Національної премії України імені Т.Шевченка (Бахмацька група — ДАК) Кость Москалець (м. Бахмач).
2011 рік — скрипалька Мирослава Которович (м. Київ).
2012 рік — співак, тенор Андрій Бондаренко (м. Санкт-Петербург).
2013 рік — літературознавець, прозаїк, драматург і перекладач, учасниця Нью-Йоркської літературної групи Віра Вовк (Ріо-де-Жанейро, Бразилія);
поетеса, прозаїк, малярка, член Національної спілки письменників України Ліда Палій (м. Торонто, Канада).
2014 рік — письменник, літературознавець, директор Видавництва Канадського інституту українських студій Марко Роберт Стех (Торонто, Канада).
2015 рік — продюсер, режисер, постановник Володимир Тихий (м. Київ);
оператор, режисер, продюсер Валентин Васянович (м. Київ).
2016 рік — голова Спілки українських письменників Словаччини, головний редактор часопису «Дукля» та журналу «Веселка» Іван Яцканин (м. Пряшів, Словаччина).
2017 рік — письменник, есеїст, перекладач і літературознавець Андрій Содомора (м. Львів).